# Uleanîkî, Rojîșce
Uleanîkî (în ucraineană Уляники) este o comună în raionul Rojîșce, regiunea Volînia, Ucraina, formată numai din satul de reședință.

## Demografie
Componența lingvistică a satului Uleanîkî
     Ucraineană (99,5%)
     Alte limbi (0,51%)
Conform recensământului din 2001, majoritatea populației satului Uleanîkî era vorbitoare de ucraineană (99,5%), existând în minoritate și vorbitori de alte limbi.